# Iowa Energy 2011-2012
La stagione 2011-12 degli Iowa Energy fu la 5ª nella NBA D-League per la franchigia.
Gli Iowa Energy arrivarono quinti nella Eastern Conference con un record di 25-25. Nei play-off persero al primo turno con i Los Angeles D-Fenders (2-0).

## Roster
| N° | Naz.                   | Ruolo | Sportivo         | Anno | Alt. | Peso |
| -- | ---------------------- | ----- | ---------------- | ---- | ---- | ---- |
| 2  | Stati Uniti (bandiera) | G     | Xavier Henry     | 1991 | 198  | 100  |
| 4  | Stati Uniti (bandiera) | G     | Brandon Ewing    | 1986 | 188  | 88   |
| 10 | Stati Uniti (bandiera) | G     | Curtis Stinson   | 1983 | 191  | 98   |
| 11 | Stati Uniti (bandiera) | G     | Nick Covington   | 1985 | 188  | 91   |
| 11 | Stati Uniti (bandiera) | G     | Vernon Hamilton  | 1984 | 185  | 88   |
| 12 | Stati Uniti (bandiera) | G     | Jake Anderson    | 1987 | 188  | 91   |
| 12 | Nigeria (bandiera)     | G     | Mike Efevberha   | 1984 | 193  | 88   |
| 14 | Stati Uniti (bandiera) | G     | Thomas Baudinet  | 1989 | 191  | 86   |
| 14 | Stati Uniti (bandiera) | A     | Paul Harris      | 1986 | 193  | 104  |
| 17 | Stati Uniti (bandiera) | A     | Moses Ehambe     | 1986 | 198  | 91   |
| 21 | Stati Uniti (bandiera) | A     | Marqus Blakely   | 1988 | 196  | 102  |
| 21 | Stati Uniti (bandiera) | G     | Russell Carter   | 1985 | 193  | 91   |
| 21 | Stati Uniti (bandiera) | GA    | Cartier Martin   | 1984 | 201  | 100  |
| 21 | Stati Uniti (bandiera) | A     | Stanley Robinson | 1988 | 206  | 98   |
| 21 | Stati Uniti (bandiera) | A     | Doug Thomas      | 1983 | 206  | 111  |
| 22 | Stati Uniti (bandiera) | GA    | Nick Murphy      | 1988 | 193  | 98   |
| 23 | Stati Uniti (bandiera) | G     | Ravern Johnson   | 1988 | 201  | 82   |
| 23 | Stati Uniti (bandiera) | A     | Michael Tveidt   | 1987 | 201  | 95   |
| 32 | Stati Uniti (bandiera) | C     | Ben Strong       | 1986 | 211  | 100  |
| 33 | Stati Uniti (bandiera) | A     | Patrick Ewing    | 1984 | 203  | 107  |
| 33 | Stati Uniti (bandiera) | AC    | Jarrid Famous    | 1988 | 211  | 109  |
| 41 | Stati Uniti (bandiera) | A     | Billy White      | 1989 | 203  | 107  |
| 42 | Stati Uniti (bandiera) | AC    | Andrew Drevo     | 1981 | 203  | 113  |
| 50 | Senegal (bandiera)     | C     | Hamady N'Diaye   | 1987 | 213  | 107  |
| 50 | Stati Uniti (bandiera) | A     | Anthony Simpson  | 1987 | 201  | 100  |

## Staff tecnico
- Allenatore: Kevin Young
- Vice-allenatore: Gene Cross, Norm de Silva, Bruce Wilson
- Preparatore atletico: Jeremy MacVarish